# Chiesa di Santa Maria (Atzara)
La chiesa di Santa Maria è una chiesa campestre situata in territorio di Atzara, centro abitato della Sardegna centrale. Consacrata al culto cattolico, fa parte della parrocchia di Sant'Antioco Martire, arcidiocesi di Oristano.
Chiesa antica, nota come Santa Maria 'e Josso (di sotto, più a valle), ricostruita  negli anni '70.  Simile a quelle di Santa Maria 'e Susu e di San Giorgio, ma di epoca successiva.